# 安藤スポーツ・食文化振興財団
公益財団法人安藤スポーツ・食文化振興財団（あんどうスポーツ・しょくぶんかしんこうざいだん、英文名称：ANDO FOUNDATION、愛称：安藤財団）は、青少年に対するスポーツの指導及び普及、奨学金事業、顕彰事業を実施している公益法人。日清食品株式会社出資によって設立された。本部は大阪府池田市にある。元文部科学省所管。

## 財団の設立趣旨
安藤百福（日清食品創業者）は即席インスタントラーメンである「チキンラーメン」やカップラーメン「カップヌードル」を日本で初めて開発し、食文化の革命児といわれた。
その安藤が、少年少女たちの非行などが大きく問題になっていることに心を痛め、「子供たちの健全な心身の育成のためにはスポーツによってあふれるエネルギーを発散させるべきである」と考え、自らの私財を投じて日清食品と協同でこの財団を設立。安藤は「スポーツと食事は健康を支える両輪である!!」をモットーとしており、スポーツと食育を通じて、健全な子供たちの育成を応援してきた。
このため、財団のロゴマークは日清食品のCI（ラーメン鉢をイメージした赤地半円形マーク）の「nissin」の文字を「ando」に置き換えたものを使っている。
いわゆる公益法人改革により、2012年4月1日付けを持って「公益財団法人」化された。

## 主な活動
- 野外活動　「トム・ソーヤー・スクール」の開催、安藤百福記念 自然体験活動指導者養成センター（安藤百福センター）開所
- スポーツ活動　陸上競技の交流会「日清食品カップ・全国小学生陸上競技交流大会」の開催、高校生バスケットボールのリーグ戦形式の大会「U18日清食品リーグ バスケットボール競技大会」への後援（日清食品特別協賛）
- 食育活動　「安藤百福賞」（新しい食文化の研究・開発に尽力する企業・団体・人物を顕彰する表彰　主催は社内部会・食創会）、安藤百福発明記念館 大阪池田（池田市）、安藤百福発明記念館 横浜（横浜市）管理運営

## 食創会
食創会（しょくそうかい）は「（公財）安藤スポーツ・食文化振興財団」の社内部会。食創会は、日清食品・安藤財団創始者の安藤百福が、自らのテーマの一つ「食を創り、世のため・人のために尽くす」を意味する「食創為世」の実現を目指し、21世紀に予想される食糧危機を救うには、独創性あふれる加工食品を開発・企画することを求めて、1996年に設立した。同会では、これら独創性のある食品加工の開発、研究に尽力した研究者・開発者や食品ベンチャービジネスを立ち上げた起業家の育成を応援し、それら優秀な人材を安藤百福賞として表彰している。

## 安藤百福記念 自然体験活動指導者養成センター
安藤百福記念 自然体験活動指導者養成センター（あんどうももふくきねん・しぜんたいけんかつどうしどうしゃ・ようせいせんたー　安藤百福センター）は日清食品と、その関連会社である（公財）安藤スポーツ・食文化振興財団（安藤百福財団、安藤財団）が、2010年、長野県小諸市に設立した野外活動施設である。
日清食品名誉会長で創業者の安藤百福氏は「スポーツと食文化は健康を支える両輪である!!」ことをモットーとし、1983年日清食品出資による財団法人「安藤スポーツ・食文化振興財団」を立ち上げ、これからを担う少年少女たちの健全な育成、特に自然と触れ合うことが子供達の想像力をより豊かにすることを考え、毎年夏休みを中心に全国の少年を募った野外活動学習会「トム・ソーヤー・スクール」を開催し、地域・国籍・年齢を問わず多くの子供達の友情と、想像力をはぐくむことに取り組んだ。
その安藤の生後100周年記念（2010年）の一環として、野外活動の指導者の育成と啓蒙、ならびにそれらの指導カリキュラムの研究などを目的とした日本国初のレクリエーション研究・養成施設として本センターが設立された。
　センター敷地内では、小諸ツリーハウスプロジェクト（こもろつりーはうすぷろじぇくと、英語: Komoro Tree House Project）として、様々なクリエイターがデザインした「アートツリーハウス」が点在し鑑賞することができる。また定期的にアートイベントも開催されている。

### 施設概要
- 講義室「カンファレンスルーム」
- 宿泊施設
- 食堂
- 談話室